# Hoya bella
Hoya bella, biljka iz porodice zimzelenovki i predstavnik potporodice svileničevki. Trajnica je čija su postojbina Assam i Mjanmar

## Sinonimi
- Hoya lanceolata subsp. bella (Hook.) D.H.Kent
- Hoya paxtonii G.Nicholson

- H. bella
- H. bella